# Stade des Éperons d'or
Le stade des Éperons d'or (en néerlandais Guldensporenstadion), est un stade de football situé dans la ville de Courtrai, en Belgique. Le nom du stade est un hommage à la victoire flamande lors de la Bataille des Éperons d'or en 1302. Il héberge le club du KV Courtrai, évoluant en première division belge.

## Histoire
Peu après la Seconde Guerre mondiale, les autorités communales courtraisiennes décident de détruire la vieille tribune qui borde le terrain du club, et d'y construire un véritable stade. À cette époque, il est très difficile de réunir les fonds pour entreprendre de grands travaux ou trouver les matières premières nécessaires, et la commune doit s'appuyer sur des dons et du travail bénévole de certains ouvriers et entrepreneurs. L'architecte Maurice Delahousse, du bureau Stabilis NV, dessine les plans du stade. La société des frères Vanhee est ensuite désignée pour sa réalisation. Les travaux durent environ quinze mois, et le stade est inauguré le 17 août 1947. Le coût de construction est d'environ 2 000 000 de francs belges, soit 50 000 €, une somme énorme à l'époque.
En janvier 1988, la salle de spectacle bordant le terrain est démolie pour être remplacée par une nouvelle tribune. Cette décision fait suite au drame du Heysel, depuis lequel l'UEFA a relevé les normes de sécurité dans les stades de football. Le 17 août 1988, la nouvelle tribune est terminée, et les travaux de rénovation des trois autres débutent, pour se terminer dans l'année. Le coût total de la remise à neuf du stade est d'environ 72 millions de francs belges (1 800 000 €), partagé entre la ville de Courtrai (55 millions) et le club (17 millions). À la suite de ces travaux, la capacité du stade est portée à 15 000 places.
Durant les années qui suivent, le nombre de places disponibles est réduit. Une tribune installée derrière un goal (« côté cour ») doit être fermée en raison du cancer du béton qui la touche, amenant la capacité totale du stade à seulement 6 896 places. Elle n'est rénovée qu'en 2008, lorsque le KV Courtrai remonte en Jupiler Pro League. Le stade comporte actuellement 9 399 places, dont 5 749 assises.